# Pilar Lastra
Pour les articles homonymes, voir Pilar et Lastra.
Pilar Monserrat Lastra est une présentatrice télé et animatrice radio américaine. Elle s'est fait connaître en 2004 pour son apparition dans Playboy dont elle a été la Playmate du mois d'août.

## Biographie
Pilar Monserrat Lastra est née à Monterey Park en Californie, le 15 janvier 1981. Après le divorce de ses parents, elle a été élevée par sa mère à San Antonio où elle va vivre dans des conditions très modestes. Fraîchement diplômée du collège Tom C. Clark où elle a fait toute sa scolarité, Lastra décide à 19 ans de tout quitter pour tenter sa chance à Los Angeles. Ses débuts d'actrice sont très difficiles : pendant trois ans, Lastra se contente de quelques apparitions dans des spots télévisés et de rôles mineurs dans des séries comme Des jours et des vies. Obligée d'enchaîner les petits boulots pour joindre les deux bouts, Lastra finit par devenir serveuse dans un T.G.I. Friday's et prend 20 kg en trois mois. De retour à San Antonio, Lastra entreprend un régime et repart à Los Angeles où la chance lui sourit enfin puisqu'elle réussit à décrocher un rôle dans Malibu Spring Break, une comédie pour adolescents dans laquelle s'enchaînent défilés en bikini et concours de t-shirts mouillés. Malgré son échec commercial, le film atterrit entre les mains d'un des responsables de Playboy qui propose à Lastra de se déshabiller pour le magazine. Bien que fermement opposée à l'idée de poser nue, l'actrice est incapable de refuser son offre et laisse Playboy faire d'elle sa playmate du mois d'août 2004. Le secret est bien gardé et la sortie du magazine prend tout le monde de court à commencer par les producteurs du film, stupéfaits d'y découvrir dans le plus simple appareil la seule des quatre actrices de Malibu Spring Break à avoir refusé de tourner la moindre scène seins nus. 
Comme Lastra l'espérait son apparition dans Playboy lui ouvre de nombreuses portes. Elle décroche bientôt des rôles dans des productions indépendantes (The last great infomercial, Murder on the yellow brick road et No rules) et se voit également confier l'animation d'un talk-show hebdomadaire, The Playmate Hour, sur Sirius Satellite Radio. Début 2005, bien que candidate au titre de playmate de l'année, Lastra annonce son intention de ne plus jamais poser nue et confirme sa décision peu après l'annonce de l'élection de Tiffany Fallon. Dans la foulée, elle décroche une place très convoitée d'animatrice dans l'une des émissions phares de la chaîne NBC, Deal or no Deal (version américaine de À prendre ou à laisser) et signe ses premiers contrats publicitaires majeurs avec les marques Wolverine World Wide et José Cuervo dont elle devient porte-parole. Bien qu'elle ne soit jamais revenue sur sa décision de ne plus poser pour le magazine, Lastra continue néanmoins à assurer la promotion de grands évènements pour Playboy comme le Super Bowl.

## Playmate data sheet
- Nom : Pilar M. Lastra
- Poitrine : 88 C
- Taille : 60
- Hanches : 89
- Taille : 1,66 m
- Poids : 50 kg
- Date de naissance : 15 janvier 1981
- Lieu de Naissance : Monterey park, CA